# Rashid bin Ahmad Al Mualla II
Ne doit pas être confondu avec Rashid bin Ahmad Al Mualla.
Cheikh Rashid bin Ahmad Al Mualla II (arabe : الشيخ راشد بن احمد المعلا) (1932 – 2 janvier 2009) a été le dirigeant ou chef d'État d'Oumm al-Qaïwaïn de 1981 à 2009. Son règne a débuté lorsqu'il succéda à son père, le cheikh Ahmad bin Rashid Al Mualla, le 21 février 1981.
Il est décédé le 2 janvier 2009 à Londres. Une semaine de deuil national a été déclarée, durant laquelle les drapeaux ont été mis en berne. Son fils, le cheikh Saud bin Rashid Al Mualla, a pris sa succession en tant que dirigeant d'Oumm al-Qaïwaïn le même jour.